# C4H13N3
化学式C4H13N3（摩尔质量：103.17 g/mol）可能指：
- 二亚乙基三胺，CAS号：111-40-0
- 三氨甲基甲烷，CAS号：115310-97-9
- 2-二甲氨基乙基肼，CAS号：1754-57-0

|  | 这个同类索引页列出了具有相同分子式的化学物（即同分異構體）条目。 除非您是有意链接至本页，否则应将相应条目的内部链接指向正确的条目。 |